# Morse Bluff (Nebraska)
Morse Bluff – wieś w Stanach Zjednoczonych, w stanie Nebraska, w hrabstwie Saunders.